# Cavité du bassin osseux
La cavité du bassin osseux est la cavité anatomique délimitée par les os du bassin osseux. Elle est constituée de la partie inférieure de la cavité abdominale et de la cavité pelvienne. Elle constitue, avec la cavité abdominale, la cavité abdomino-pelvienne.

## Terminologie
En français le terme cavité pelvienne désigne la cavité du petit bassin située en dessous de l'ouverture supérieure du pelvis.

## Structure

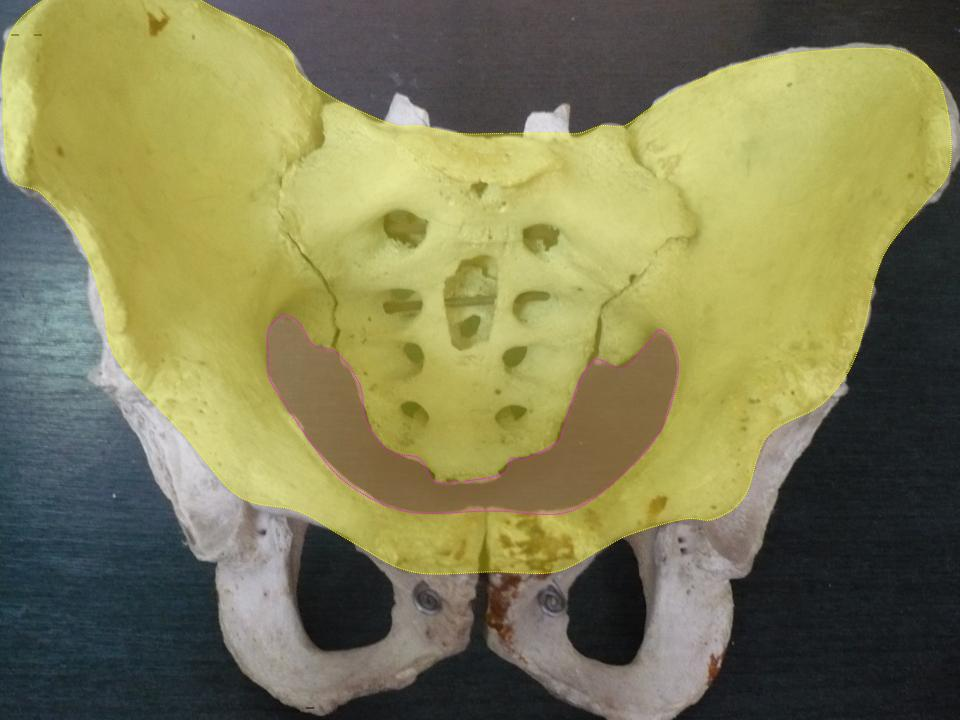
En jaune la limite de la cavité du bassin osseux

La cavité du bassin osseux est limitée en haut par le bord supérieur de la ceinture pelvienne et en bas par le diaphragme pelvien.
On lui distingue deux parties : une partie comprise en dessous de l'ouverture supérieure du pelvis constituant le petit bassin et une partie au-dessus de cette ouverture constituant le grand bassin.

## Dimensions
| | De | A | Longueur |
| --- | --- | --- | --- |
| diamètre transverse | Ligne arquée                                                                                                  | Ligne arquée opposée                                                                                          | maximal 13.5–14 cm                                                                                            |
| diamètre transverse | Ligne arquée                                                                                                  | Ligne arquée opposée                                                                                          | anatomique (à égale distance du pubis et du promontoire) 13 cm                                                |
| Diamètres conjugués | Un diamètre conjugué est une distance qui sépare un point antérieur du bassin d'un point postérieur du bassin | Un diamètre conjugué est une distance qui sépare un point antérieur du bassin d'un point postérieur du bassin | Un diamètre conjugué est une distance qui sépare un point antérieur du bassin d'un point postérieur du bassin |
| diamètre conjugué anatomique (ou diamètre promonto-rétropubien) | Symphyse pubienne                                                                                             | Promontoire                                                                                                   | ~12 cm |
| diamètre oblique (ou diamètre de Deventer) | Articulation sacro-iliaque                                                                                    | Éminence iliopubienne opposée                                                                                 | 12-12.5 cm |
| diamètre conjugué obstétrical (ou diamètre utile ou diamètre promonto-pubien minimal ou diamètre sagittal ou diamètre sagittal utile de Pinard ou diamètre conjugué obstétrical) | Face postérieure du pubis                                                                                     | Promontoire                                                                                                   | >10 cm |
| diamètre conjugué diagonal (ou diamètre oblique médian) | Branche supérieure du pubis                                                                                   | Articulation sacro-iliaque en passant par le milieu du diamètre conjugué anatomique                           | 11.5–12 cm |
| diamètre conjugué droit | Bord inférieur de la symphyse pubienne                                                                        | Apex du coccyx                                                                                                | 9.5–10 cm |
| diamètre conjugué médian | Bord inférieur de la symphyse pubienne                                                                        | Bord inférieur du sacrum                                                                                      | 11.5 cm |
| Autres distances | | | |
| distance interépineuse (ou diamètre bi-épineux) | Entre les deux épines iliaques antérieures et supérieures                                                     | Entre les deux épines iliaques antérieures et supérieures                                                     | 26 cm (femme)                                                                                                 |
| diamètre conjugué externe (de Baudelocque) | Sommet du processus épineux de la cinquième vertèbre lombaire                                                 | Bord supérieur de la symphyse pubienne                                                                        | ~20 cm |
| distance intercrétale (ou diamètre bicrétal) | La plus grande distance entre les crêtes iliaques                                                             | La plus grande distance entre les crêtes iliaques                                                             | 29 cm (femme)                                                                                                 |
| distance intertrochantérique | Entre les deux grands trochanters                                                                             | Entre les deux grands trochanters                                                                             | 31 cm |
| diamètre transverse de l'ouverture inférieure du pelvis | Entre les tubérosités ischiatiques                                                                            | Entre les tubérosités ischiatiques                                                                            | 10–11 cm |

L'inclinaison du pelvis est l'angle formé par le plan de l'ouverture supérieure du pelvis et le plan horizontal.
L'axe du pelvis (ou axe du bassin) est la ligne centrale courbe du canal pelvien qui passe par les centres des trois diamètres antéro-postérieurs du pelvis.